# Jürgen von Fahrensbach

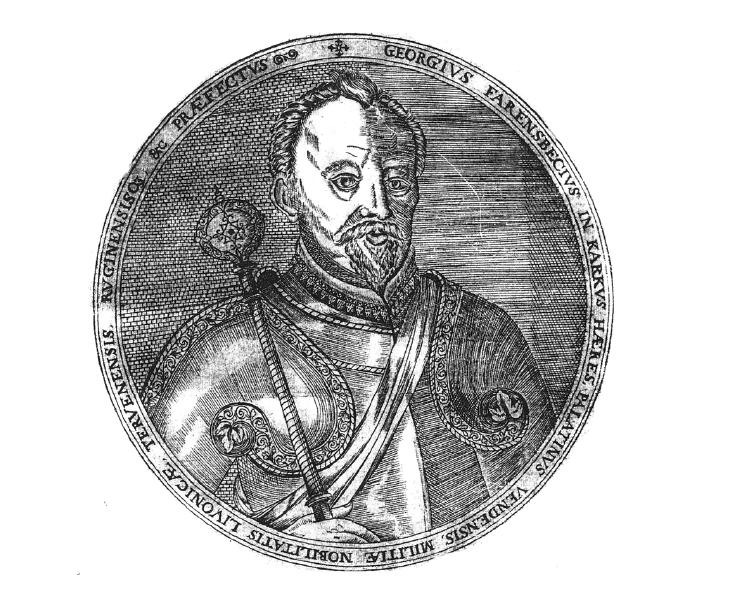
Jürgen von Fahrensbach

Jürgen von Fahrensbach (polnisch Jerzy Farensbach; * 1551; † 17. Mai 1602 bei Fellin gefallen) war ein livländischer Feldherr des 16. Jahrhunderts.

## Leben
Jürgen von Fahrensbach stammte aus der deutsch-baltischen Familie Fahrensbach. Er war Sohn des Wolmar von Fahrensbach und einer von Kursell. Jürgen wurde als 8. Sohn seiner Eltern im Jahre 1551 im Kirchspiel Merjama in Estland, vermutlich in Heimar geboren. 1580/1581 vermählte er sich mit Sophia von Fircks, der Witwe des Matthias von der Recke zu Neuenburg. Durch diese Heirat fielen ihm einige Kurländische Güter zu, wie zum Beispiel Autz. Aus dieser Ehe gingen unter anderem die Söhne Georg Wolmar von Fahrensbach und Johann VI. von Fahrensbach hervor.
Schon als Kind vielfach umher geworfen, hatte er in Schweden, Frankreich, Österreich (1566 in Ungarn) und in den Niederlanden Kriegsdienste geleistet. Für eine Weile trat in die Hofdienste des Kaisers Maximilian II. Erst 19 Jahre alt, kehrte er nach Livland zurück, wo damals der Livländische Krieg in vollem Gange war. Er schloss sich den schwedischen Hofleuten unter Führung seines Onkels Klaus Kursell an und entkam unter mancherlei Gefahren aus dem von den Schweden überrumpelten Schloss Reval nach dessen Revolte. Kurz darauf geriet er in russische Gefangenschaft, wurde aber von Iwan dem Schrecklichen freigegeben und an die Spitze deutscher Söldner gestellt, als Devlet I. Giray, der Khan der Krim, einen neuen Rachezug gegen Moskau vorbereitete. An der Schlacht von Molodi am 1. August 1572, in welcher die Tataren an der Oka eine schwere Niederlage erlitten, nahm Fahrensbach teil, wie die Sage erzählt zum Teil durch Jürgens persönliche Tapferkeit.
Er begleitete Herzog Magnus auf seiner Reise nach Russland, verließ 1572 jedoch des Zaren Dienste. Mit Genehmigung König Friedrichs II. leitete er 1577 die Verteidigung Danzigs gegen Stephan Báthory und wurde darauf von Friedrich II. zum dänischen Statthalter von Oesel auf Lebenszeit gemacht. Ohne diese Stellung aufzugeben, trat Jürgen von Fahrensbach 1580, wiederum mit Erlaubnis seines Herrn, in polnische Dienste. Seine Söldner haben zur endlichen Entscheidung des russisch-polnischen Kampfes um Livland beigetragen und als Lohn fiel dem kühnen Führer die Starostei Wenden, 1584 Schloss Karkus mit 1000 Bauern erblich und das oberste Rittmeisteramt in Livland zu. Diese Doppelstellung erregte aber den Zorn Friedrichs II., der gerade damals mit Polen um den Besitz des Stiftes Pilten stritt. Friedrich II. konnte die unleugbar zweideutige Stellung nicht dulden, welche Fahrensbach als dänischer Statthalter und polnischer Kriegsoberster einnahm. So verlor er, jedoch nicht kampflos, seine Stellung in Oesel, um nun ausschließlich in polnischen Diensten zu bleiben. In dem nach Stephan Bathory’s Tode ausbrechenden polnischen Thronstreit nahm er entscheidend für Sigismund Partei, dessen schwedische Ansprüche er später mit aller Energie vertrat. Siegmund III. ernannte ihn am 5. Januar 1588 zum Woiwoden von Wenden auf Lebenszeit. 1598 zog er mit nach Schweden und verfocht, als Sigismund in Schweden völlig gescheitert war, dessen Sache auf livländischem Boden. Seine Burg Karkus fiel in die Hand der Schweden, aber es gelang ihm, das von Karl IX. belagerte Riga zu entsetzen. Als Polen wieder zum Angriff übergehen konnte, ist Jürgen Fahrensbach bei der siegreichen Erstürmung Fellins am 17. Mai 1602 im Felde geblieben. Er war Herr auf Heimar und Reichsrat sowie livländischer Oberst.
Jürgen von Fahrensbach war ein Offizier, der seiner Truppe in der Schlacht voran ritt und in vorderster Reihe stritt. Sein ehrenvolles und wohlbringendes Handeln in dem ihm anvertrauten Aufgaben brachten ihm in seiner Heimat viele Sympathien und ein würdigendes Andenken ein.